# 24 شوال
- السبت
- الأحد
- الاثنين
- الثلاثاء
- الأربعاء
- الخميس
- الجمعة

- 2514 مارس 2026
- 2615 مارس 2026
- 2716 مارس 2026
- 2817 مارس 2026
- 2918 مارس 2026
- 3019 مارس 2026
- 120 مارس 2026
- 221 مارس 2026
- 322 مارس 2026
- 423 مارس 2026
- 524 مارس 2026
- 625 مارس 2026
- 726 مارس 2026
- 827 مارس 2026
- 928 مارس 2026
- 1029 مارس 2026
- 1130 مارس 2026
- 1231 مارس 2026
- 131 أبريل 2026
- 142 أبريل 2026
- 153 أبريل 2026
- 164 أبريل 2026
- 175 أبريل 2026
- 186 أبريل 2026
- 197 أبريل 2026
- 208 أبريل 2026
- 219 أبريل 2026
- 2210 أبريل 2026
- 2311 أبريل 2026
- 2412 أبريل 2026
- 2513 أبريل 2026
- 2614 أبريل 2026
- 2715 أبريل 2026
- 2816 أبريل 2026
- 2917 أبريل 2026

24 شوَّال أو 24 شوَّال المُکَرَّم أو 24 شوَّال المكرَّمة أو يوم 24 \ 10 (اليوم الرابع والعشرون من الشهر العاشر) هو اليوم التسعون بعد المائتين (290) من أيَّام السنة (أو الحادي والتسعون بعد المائتين لو كان شهر شعبان مُتممًا لليوم الثلاثين أو الثاني والتسعون بعد المائتين لو أتم كلاً من صفر وربيع الآخر وجمادى الآخرة وشعبان ثلاثين يوماً) وفق التقويم الهجري القمري (العربي). يبقى بعده 64 أو 65 يومًا لانتهاء السنة.

## أحداث
- 898هـ - توقيع اتفاقية بين الملك أبو عبد الله محمد الثاني عشر آخر ملوك المسلمين في الأندلس وبين ملك القشتاليين باع له الأول بمقتضاها كل أملاكه في الأندلس ثم غادرها.
- 1214هـ - اندلاع ثورة القاهرة الثانية بعد هزيمة الجيش العثماني على يد الجيش الفرنسي المحتل، فتجمع أكابر ووجهاء البلد وحرضوا الناس على جهاد الفرنسيين، وهوجمت منازل الأقباط من المصريين والشوام المتعاونين مع الاحتلال الفرنسي، ثم اتخذت الثورة طابع الغوغاء وأخذت تسير بلا هدى ولا قيادة ولا ترتيب أو نظام.
- 1239هـ - جيوش إيالة مصر تستولي على «جزيرة بسارا» اليونانية الواقعة في بحر إيجة إبان حرب الاستقلال اليونانية، بطلب من السلطان محمود الثاني.
- 1300هـ - فيضان في إندونيسيا يقتل 36000 شخص.
- 1357هـ - وقوع اشتباك بين أحد التجار وأحد حراس المجلس التشريعي في الكويت أدى إلى حل المجلس بعد عدة أيام.
- 1371هـ - الأمم المتحدة توافق على اعتبار إرتريا وحدة مستقلة منظمة لإثيوبيا في اتحاد كونفدرالي.
- 1377هـ - الجيش الفرنسي يقوم بحركة تمرد في الجزائر على السلطة المركزية في باريس بدعم من المستعمرين الذين ألفوا لجنة للأمن العام طالبت بالدمج التام بين الجزائر وفرنسا، ولم تنته حركة العصيان إلا بعد وصول شارل ديغول إلى رأس السلطة وسقوط الجمهورية الرابعة وقيام الجمهورية الخامسة.
- 1399هـ - وصول نائب رئيس الوزراء الأفغاني حفظ الله أمين للسلطة بعد إطلاق نار في القصر أدى إلى مقتل رئيس الوزراء تاراكي.
- 1408هـ - انعقاد مؤتمر القمة العربي السادس عشر في الجزائر، ودعت هذه القمة إلى دعم الانتفاضة الفلسطينية.
- 1409هـ - توقيع اتفاق مصري / أمريكي لتصنيع أجزاء من المقاتلة إف-16 في مصر.
- 1413هـ - إعلان مقاطعة سربرنيتسا في البوسنة والهرسك محمية من الأمم المتحدة.
- 1418هـ - الأمين العام لمنظمة المؤتمر الاسلامي الدكتور عز الدين العراقي والمدير العام لليونسكو فيدريكو مايور يوقعان اتفاقية إطارية للتعاون بين المنظمتين في مجال المحافظة على التراث الثقافي لمدينة القدس ومساعدة أبناء الشعب الفلسطيني في ميادين التربية والثقافة والاتصال والعلوم.
- 1425هـ - اقتحام القنصلية الأمريكية في جدة بالمملكة العربية السعودية.
- 1426هـ - قيام الرئيس الفلسطيني محمود عباس بافتتاح معبر رفح الذي يقع على الحدود بين غزة ومصر، وهي أول مرة يشرف فيها الفلسطينيون على معبر حدودي لهم.
- 1427هـ - قناة الجزيرة تطلق قناة إخبارية باللغة الإنجليزية تحت اسم قناة الجزيرة الإنجليزية.
- 1433هـ - البرلمان الصومالي ينتخب حسن شيخ محمود رئيسًا خلفًا لشريف شيخ أحمد وذلك بعد حصوله على 190 صوتًا في الدورة الثانية للانتخابات مقابل 79 صوتًا لشريف أحمد.
- 1435هـ - الجيش الإسرائيلي يغتال ثلاثة من قادة كتائب عز الدين القسام هم رائد العطار ومحمد أبو شمالة ومحمد برهوم في إطار حربه على غزة.
- 1436هـ - رئيس مجلس الوزراء العراقي حيدر العبادي يعلن عن حزمة قرارات أبرزها إلغاء مناصب نواب رئيس الجمهورية (نوري المالكي وأسامة النجيفي وإياد علاوي) ونواب رئيس مجلس الوزراء (بهاء الأعرجي وصالح المطلك وروز نوري شاويس) في استجابة للاحتجاجات الشعبية الأخيرة.
- 1440هـ - متظاهرون بدفع من ميليشيات الحشد الشعبي على رأسها الفرع العراقي لحزب الله يقتحمون السفارة البحرينية في بغداد، والبحرين تستدعي سفيرها للتشاور، والحكومة العراقية تُندّد بالهجوم وتتعهّد بمحاسبة المتورطين.

## مواليد
- 1243هـ - مار شربل، قديس لبناني.
- 1311هـ - زكي طليمات، ممثل ومخرج ومؤلف مصري.
- 1319هـ - سليمة مراد، مطربة وممثلة عراقية.
- 1331هـ - شارل حلو، رئيس الجمهورية اللبنانية الرابع بعد الاستقلال.
- 1347هـ - أبلة فضيلة، إعلامية مصرية.
- 1349هـ - نجاح سلام، مغنية لبنانية.
- 1352هـ - شادية، ممثلة مصرية.
- 1356هـ - رجاء ياقوت صالح، كاتبة وأكاديمية مصرية.
- 1359هـ - شعبان حسين، ممثل مصري.
- 1362هـ - صلاح السعدني، ممثل مصري.
- 1368هـ - أحمد زكي، ممثل مصري.
- 1373هـ - فوزية الدريع، دكتورة كويتية.
- 1377هـ - عبد الله السدحان، ممثل سعودي.
- 1382هـ - ماجد المصري، ممثل مصري.
- 1388هـ - أمل رزق، ممثلة مصرية.
- 1392هـ - سلمى سالم، ممثلة عراقية تعمل في الكويت.
- 1394هـ - إياد نصار، ممثل أردني.

## وفيات
- 1383هـ - عبد الفتاح القصري، ممثل مصري.
- 1408 - روح الله الخميني قائد الجمهورية الإسلامية الإيرانية السابق
- 1413هـ -
  - جمال حمدان، جغرافي مصري.
  - توركوت أوزال، الرئيس الثامن لتركيا.
- 1423هـ - فادية، ابنه فاروق الأول ملك مصر.
- 1427 هـ - دعد الكيالي، شاعرة فلسطيني.
- 1435هـ -
  - رائد العطار، سياسي فلسطيني وقيادي في كتائب عز الدين القسام.
  - محمد أبو شمالة، سياسي فلسطيني وقيادي في كتائب عز الدين القسام.
- 1436هـ - وهبة الزحيلي، عالم دين وفقيه سوري.

## وصلات خارجية
- موقع قصة الإسلام: حدث في شهر شوَّال.